# Atelier de cinéma d'Alexandre Sokourov en Kabardino-Balkarie

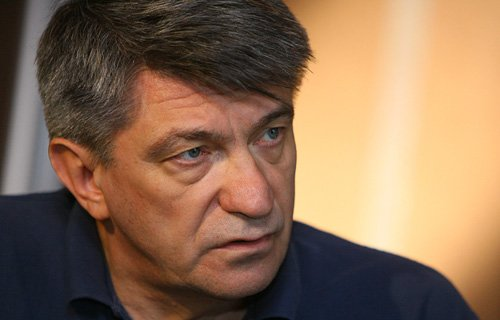
Alexandre Sokourov

L'atelier de cinéma d'Alexandre Sokourov en Kabardino-Balkarie est ouvert en 2010 dans la ville de Naltchik en Kabardino-Balkarie. Il est devenu le point de départ d'un cinéma circassien professionnel. Les œuvres des étudiants du réalisateur russe Alexandre Sokourov ont été reconnues par la critique, par le public. Vladimir Bitokov et Kantemir Balagov, Kira Kovalenko trois réalisateurs natifs de Naltchik, étudiants de l'atelier Sokourov ont été primés en 2019 en Russie, en France, à Cannes et une deuxième fois encore à Cannes en 2021 (avec le Prix Un certain regard attribué à Kira Kovalenko) notamment et dans de nombreux festivals internationaux.

## Histoire
À l'automne 2010, l'atelier d'Alexandre Sokourov est ouvert au département cinéma et télévision de l'institut d'histoire, de philologie et de médias de l'université d'État de Kabardino-Balkarie N. M Berbekov (en). Le recteur de l'université, Barasby Karamurzov, persuade Sokourov d'ouvrir cet atelier, au départ pour trois ans.
Le but de l'ouverture est de tenter de former un groupe régional de jeunes professionnels de la culture cinématographique, dans une ville de province qui est la capitale de la Kabardino-Balkarie. Selon Alexandre Sokourov, près de dix ans plus tard, ce but a aujourd'hui été atteint.
« Les étudiantes de notre cours se sont montrées formidables. Intelligentes, disciplinées, réceptives. Assidues... », Pour les étudiants c'est différent : « Les caractères des jeunes gens dans le Caucase du Nord sont extrêmement complexes, les natures sont émotives, fragiles, souvent névrotiques. Beaucoup ne connaissent pas leur langue maternelle et, semble-t-il ne la maîtriseront jamais ... ». Certains étudiants ont obtenu une reconnaissance rapide, pour d'autres, reconnaît Sokourov, cela sera plus difficile : difficultés familiales, réticence à quitter le pays natal, manque d'argent. 
De 2010 à 2015, l'atelier a travaillé avec Alexandre Sokourov comme directeur de la chaire cinéma et télévision. Les premiers étudiants sont sortis après cinq années d'études avec un diplôme de spécialiste en réalisation de cinéma et de télévision.

## Méthode
Quand Sokourov a accepté la proposition du recteur de l'université de Naltchik il avait terminé le tournage de la deuxième partie de sa tétralogie du pouvoir (Moloch (1999), Taurus (2001) et Le Soleil (2005)) avec son film Faust. Ses étudiants de première année ont été le retrouver à Saint-Pétersbourg et ont assisté à la réécriture de ce film.
Sokourov a choisi quinze personnes âgées de 18 à 36 ans, dont deux n'ont rejoint le groupe qu'en troisième année (Kantemir Balagov et Alexander Zolotoukhine) et cinq autres ont été écartés.   
Le film de Kantemir Balagov Tesnota est présenté en compétition officielle dans la section Un certain regard au Festival de Cannes 2017 et y remporte le Prix FIPRESCI. Il ouvre une série qui se poursuit avec Une grande fille du même réalisateur et Les Rivières profondes de Vladimir Bitokov meilleur premier film du Kinotavr 2018. Sokourov est le directeur artistique de ces films. Le fonds de soutien Exemple d'intonation (Primer Intonatsii) assure la production.
Durant cinq ans, Sokourov vient une fois par mois de Saint-Pétersbourg, où il réside, à Naltchik pour diriger son atelier. Des conférenciers viennent également de Saint-Pétersbourg ou de l'étranger pour aborder avec les étudiants l'histoire de l'art, la littérature russe, la danse, le mouvement sur scène, le montage des films, l'histoire du cinéma. Ces conférenciers se succèdent semaine après semaine. Les cours sont donnés du matin au soir la plupart du temps sans interruption le week-end. Une fois par semestre un film est tourné. Les étudiants vivent en communauté fermée, isolée.  
Le principe qui guide la formation dans cet atelier est, pour Sokourov, la création d'un cinéma non traditionnel en Kabardino-Balkarie. Il ne s'agit pas de renouveler l'élite cinématographique de Moscou et Saint-Pétersbourg. En un sens il renouvèle l'idée impériale russe des ateliers nationaux qui s'était répandue à l'époque soviétique dans le monde du cinéma et du théâtre. Le résultat est, pour la première fois dans l'histoire, la création d'une cinématographie dans le Caucase du nord. Avant cet atelier ce territoire n'avait pratiquement rien donné au cinéma soviétique. La mission principale de Sokourov était de donner au territoire du Caucase du nord l'occasion de s'exprimer à partir d'un langage que les jeunes réalisateurs vont devoir eux-mêmes inventer. En effet le but n'était pas de faire sortir de l'atelier douze petits Sokourov.
Cette expérience sera malheureusement unique. Si Sokourov ne s'était pas occupé de l'avenir de ses étudiants à leur fin de cycle ils n'auraient pas pu trouver un avenir clair avec leur diplôme de l'atelier de cinéma. Ils pouvaient tout au plus espérer travailler à la télévision locale de Naltchik. Même dans le théâtre se frayer un chemin leur est difficile. 
Il reste qu'il existe maintenant douze nouveaux réalisateurs, qui sont aussi des témoins capables de décrire ce qui ne l'a pas encore été dans la culture. Ce processus peut être comparé à une résurrection après une mort civile ou à la restauration d'une capacité juridique perdue ou encore au retour du droit de vote dans tout le territoire.    

## Résultats
Le 5 novembre 2019, Le président de la République de Kabardino-Balkarie remet au cinéaste Alexandre Sokourov la plus haute récompense de la république : l'ordre des services rendus à la Kabardino-Balkarie. Dans son allocution, lors de la remise du prix, Sokourov évoque sa mission d'élimination des taches sombres de la province. Le développement de l'éducation humanitaire pour les jeunes est nécessaire pour préserver leur langue et leur culture du Caucase du nord.
En 2021, au Festival de Cannes,  Kira Kovalenko, élève de l'atelier de cinéma Alexandre Sokourov de 2010 à 2015,  présente son second long-métrage, Les Poings desserrés, en sélection Un certain regard  où il remporte le Prix Un certain regard.